# Concepción Blasco Bosqued
Concepción Blasco Bosqued es una prehistoriadora y arqueóloga española. Catedrática de Prehistoria y Arqueología desde marzo de 1986 hasta noviembre de 2007, entre 2006 y 2014 coordinadora/directora de Economía y Sociedad en la Prehistoria de Madrid y, posteriormente, Catedrática Emérita de Prehistoria, todo ello en la Universidad Autónoma de Madrid.

## Obra
Concepción Blasco ha publicado gran número de libros y artículos, de forma individual o con otros autores, entre ellos se encuentran:
- Corina Liesau von Lettow-Vorbeck y Concepción Blasco Bosqued (2014). «Un enterramiento múltiple del yacimiento calcolítico de Humanejos (Parla, Madrid) desde una perspectiva tafonómica: Agrupando y reagrupando la familia». Cuadernos de prehistoria y arqueología (40): 11-29. ISSN 0211-1608. Consultado el 23 de marzo de 2018.

- Concepción Blasco Bosqued (2005). «Arte levantino y mundo animal». Cuadernos de Arte Rupestre (2): 59-80. Consultado el 23 de marzo de 2018.

- Blasco, Concepción; Lucas Pellicer, María Rosario (1999). «La Edad del Hierro en la Región de Madrid». Boletín de la Asociación Española de Amigos de la Arqueología (39-40). pp. 177-196. ISSN 0210-4741.

- Blasco Bosqued, M.ª Concepción; Sánchez Capilla Arroyo, M.ª Luz; Calle Pardo, Juana (1988). «Madrid en el marco de la Primera Edad del Hierro» ( — PDF).  En Universidad Autónoma de Madrid, ed. Cuadernos de Prehistoria y Arqueología-CuPAUAM 1988 (15): 139-182. ISSN 0211-1608. Consultado el 19 de abril de 2018.